# Nigel Patrick
Nigel Patrick, pseudonimo di Nigel Dennis Patrick Wemyss-Gorman (Clapham, 2 maggio 1912 – Londra, 21 settembre 1981), è stato un attore britannico.

## Biografia
Nato in una famiglia di artisti (la madre era l'attrice Dorothy Turner), Nigel Patrick compì studi privati ed esordì in teatro all'età di diciotto anni. Dopo aver lavoraro per un certo periodo in compagnie di repertorio, nel 1932 si affermò come promettente attore teatrale nel West End londinese, dove interpretò in prevalenza commedie leggere e sofisticate. Dopo il debutto al Regent Theatre con The Life Machine, ottenne grande successo con la pièce George and Margaret al Wyndham's Theatre, rappresentazione che ebbe ben 799 repliche.
Dopo essere apparso per la prima volta sullo schermo in Mrs. Pym of Scotland Yard (1940), Patrick servì come tenente colonnello nel King's Royal Rifle Corps, di stanza nel Medio Oriente, in Nordafrica e in Italia. Nel dopoguerra ritornò al cinema nel 1948 con un ruolo di comprimario nella commedia L'impareggiabile Richard (1948) di Herbert Wilcox e in breve tempo conquistò la fama come interprete affabile, disinvolto e dall'ottima dizione in due grandi film inglesi, Pandora (1951), al fianco di Ava Gardner e James Mason, e Addio Mr. Harris (1951), in cui interpretò il professor Frank Hunter, un insegnante che diventa l'amante della moglie del protagonista (Michael Redgrave).
Nel 1952 Patrick era già uno dei dieci attori più popolari d'Inghilterra e uno degli interpreti più amati, ma la sua fama riuscì solo in parte a varcare i confini britannici. A suo agio in pellicole leggere come Racconti di giovani mogli (1951), con l'allora emergente Audrey Hepburn, e in drammi come Ali del futuro (1952), affrontò anche personaggi arguti e fannulloni come Tom Ramsey nell'episodio La cicala e la formica della commedia Gigolò e Gigolette (1951).
Dopo una fallimentare esperienza a Hollywood nel melodramma in costume L'albero della vita (1957), Patrick si cimentò per la prima volta come regista nel film Come uccidere uno zio ricco (1957) e ottenne diversi ruoli interessanti in alcune delle migliori pellicole britanniche prodotte tra la fine degli anni cinquanta e l'inizio degli anni sessanta, come i classici del poliziesco inglese Zaffiro nero (1960), in cui interpretò il poliziotto protagonista dell'indagine, e Un colpo da otto (1960), in cui è narrata la preparazione di un grosso colpo in banca da parte di un gruppo di ex militari. Impersonò quindi Sir Edward Clarke nell'elegante Il garofano verde (1960), che ripercorse cinque anni di vita di Oscar Wilde, e vestì i panni dell'ispettore John Edward Johnnoe nell'avvincente Doppio gioco a Scotland Yard (1963).
Nello stesso periodo Patrick apparve con successo anche in una serie televisiva, Zero One, di cui girò trentanove episodi tra il 1962 e il 1965. Alla metà degli anni sessanta ritornò praticamente a tempo pieno al suo primo amore, il teatro, lavorando sia come attore che come regista in numerose produzioni del West End, come Il divo Garry di Noël Coward al Queen's Theatre (1965) e Relatively Speaking di Alan Ayckbourn (1967) al Duke of York's Theatre. Le sue ultime apparizioni di rilievo sullo schermo furono nel kolossal bellico I lunghi giorni delle aquile (1969), nel film di spionaggio L'esecutore (1970) e nel poliziesco L'agente speciale Mackintosh (1973), diretto in Inghilterra da John Huston e interpretato al fianco di Paul Newman.
Nigel Patrick morì il 21 settembre 1981, all'età di sessantanove anni, per un cancro ai polmoni, due anni dopo la scomparsa della moglie, l'attrice Beatrice Campbell, che aveva sposato nel 1951 e dalla quale aveva avuto due figli.

## Filmografia

### Cinema
- Mrs. Pym of Scotland Yard, regia di Fred Ellis (1940)
- Morning Departure (1946) – film tv
- L'impareggiabile Richard (Spring in Park Lane), regia di Herbert Wilcox (1948)
- Uneasy Terms, regia di Vernon Sewell (1948)
- Nodo scorsoio (Noose), regia di Edmond T. Gréville (1948)
- Un vigliacco ritorna (Silent Dust), regia di Lance Comfort (1949)
- The Jack of Diamonds, regia di Vernon Sewell (1949) (anche sceneggiatore)
- The Perfect Woman, regia di Bernard Knowles (1949)
- Morning Departure, regia di Roy Ward Baker (1950)
- Trio, regia di Ken Annakin e Harold French (1950)
- Pandora (Pandora and the Flying Dutchman), regia di Albert Lewin (1951)
- Addio Mr. Harris (The Browning Version), regia di Anthony Asquith (1951)
- Gigolò e Gigolette (Encore), regia di Harold French e Pat Jackson (1951)
- Racconti di giovani mogli (Young Wives' Tale), regia di Henry Cass (1951)
- Who Goes There!, regia di Anthony Kimmins (1952)
- Ali del futuro (The Sound Barrier), regia di David Lean (1952)
- Meet Me Tonight, regia di Anthony Pelissier (1952)
- The Pickwick Papers, regia di Noel Langley (1952)
- Grand National Night, regia di Bob McNaught (1953)
- Il marchio del cobra (Forbidden Cargo), regia di Harold French (1954)
- The Sea Shall Not Have Them, regia di Lewis Gilbert (1954)
- Oro (A Prize for Gold), regia di Mark Robson (1955)
- All for Mary, regia di Wendy Toye (1955)
- Come uccidere uno zio ricco (How to Murder a Rich Uncle), regia di Nigel Patrick (1957)
- L'albero della vita (Raintree County), regia di Edward Dmytryk (1957)
- Arrivederci Roma, regia di Roy Rowland (1957) (voce, non accreditato)
- Conta fino a cinque e muori (Count Five and Die), regia di Victor Vicas (1957)
- Oltre il confine (The Man Inside), regia di John Gilling (1958)
- Zaffiro nero (Sapphire), regia di Basil Dearden (1959)
- Un colpo da otto (The League of Gentlemen), regia di Basil Dearden (1960)
- Il garofano verde (The Trials of Oscar Wilde), regia di Ken Hughes (1960)
- Johnny Nobody, regia di Nigel Patrick (1961)
- Doppio gioco a Scotland Yard (The Informers), regia di Ken Annakin (1963)
- I lunghi giorni delle aquile (Battle of Britain), regia di Guy Hamilton (1969)
- The Virgin Soldiers, regia di John Dexter (1969)
- L'esecutore (The Executioner), regia di Sam Wanamaker (1970)
- Racconti dalla tomba (Tales from the Crypt), regia di Freddie Francis (1972)
- Il grande valzer (The Great Waltz), regia di Andrew L. Stone (1972)
- L'agente speciale Mackintosh (The MacKintosh Man), regia di John Huston (1973)
- Uomini d’argento (Silver Bears), regia di Ivan Passer (1978) (non accreditato)

### Televisione
- Target – serie TV, episodio 1x34 (1958)
- Zero One - serie TV, 39 episodi (1962-1965)
- Operazione ladro (It Takes a Thief) - serie TV, 1 episodio (1969)
- Sunday Night Thriller - serie TV, 2 episodi (1981)

## Doppiatori italiani
Nelle versioni in italiano dei suoi film, Nigel Patrick è stato doppiato da:
- Gualtiero De Angelis in Pandora, Addio Mr. Harris
- Giorgio Capecchi in L'albero della vita
- Alessandro Sperlì in I lunghi giorni delle aquile
- Gianni Marzocchi in L'agente speciale Mackintosh